# 泉崎村ふれあい号
泉崎村ふれあい号（いずみざきむらふれあいごう）は福島県西白河郡泉崎村のコミュニティバスである。

福島交通の路線バス廃止に伴い、2006年4月3日に運行を開始した。8人乗りのミニバンを使用し、利用対象者は泉崎村民となっている。

## 現行路線

### 川崎コース
- 離山 → 居平 → 踏瀬 → 愛宕山 → 天王台 → 泉崎駅 → 役場前 → カントリーヴィレッジ

朝運転。土休日運休。

### 関平コース
- 新田 → 瀬知房 → 愛宕町 → 堂ノ下 → 泉崎駅 → 役場前 → カントリーヴィレッジ → サンマート前

朝運転。土休日運休。

### 川崎・関平コース
- 泉崎駅 → 役場前 → カントリーヴィレッジ

午後運転。土休日運休。

## 運賃
- 無料